# Оливник малазійський

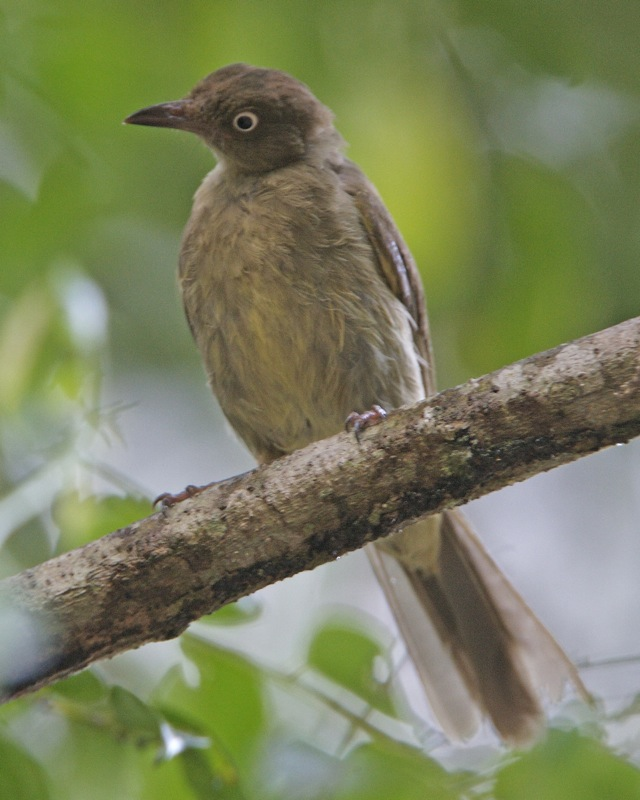
Малазійський оливник

Оли́вник малазійський (Iole crypta) — вид горобцеподібних птахів родини бюльбюлевих (Pycnonotidae). Мешкає в Південно-Східній Азії. Раніше вважався конспецифічним з білогорлим оливником.

## Поширення і екологія
Малазійські оливники мешкають на Малайському півострові, на Суматрі і на сусіднах островах. Вони живуть у вологих тропічних лісах і на плантаціях.

## Збереження
МСОП класифікує стан збереження цього виду як близький до загрозливого. Малазійським оливникам загрожує знищення природного середовища.